# Didymothozetia mimosoensis
Didymothozetia mimosoensis är en svampart som beskrevs av Rangel 1915. Didymothozetia mimosoensis ingår i släktet Didymothozetia, divisionen sporsäcksvampar och riket svampar.   Inga underarter finns listade i Catalogue of Life.